# アッサラーヤナ経
『アッサラーヤナ経』（アッサラーヤナきょう、巴: Assalāyana-sutta, アッサラーヤナ・スッタ）とは、パーリ仏典経蔵中部に収録されている第93経。『阿摂惒経』（あしょうはきょう）とも。
類似の伝統漢訳経典としては、『中阿含経』（大正蔵26）の第151経「阿摂惒経」がある。
釈迦が、青年の婆羅門アッサラーヤナ（阿摂惒）に仏法を説く。

## 構成

### 登場人物
- 釈迦
- アッサラーヤナ（阿摂惒） --- 婆羅門階級の16歳の青年。

### 場面設定
ある時、釈迦はサーヴァッティー（舎衛城）のアナータピンディカ園（祇園精舎）に滞在していた。
そこに、仲間の婆羅門に釈迦を論破するようけしかけられた優秀な青年の婆羅門アッサラーヤナ（阿摂惒）がやって来る。
アッサラーヤナは、世間では婆羅門こそが最上で清浄であると言われているがどう考えるか問うと、釈迦は身体の仕組みも、善行・悪行やその果報も、階級によって違いは無いことを指摘していく。
アッサラーヤナは法悦し、三宝への帰依を誓う。

## 日本語訳
- 『南伝大蔵経・経蔵・中部経典3』（第11巻上） 大蔵出版
- 『パーリ仏典 中部（マッジマニカーヤ）中分五十経篇II』 片山一良訳 大蔵出版
- 『原始仏典 中部経典3』（第6巻） 中村元監修 春秋社